# Alberico Gentili
Alberico Gentili (San Ginesio, 14 de enero de 1552-Londres, 19 de junio de 1608) fue un abogado y jurista italiano. Se desempeñó como abogado defensor de la Embajada de España en Londres y como profesor Regius de derecho civil en la Universidad de Oxford durante 21 años.
Reconocido como el fundador de la ciencia del derecho internacional, Gentili es quizás una de las personas más influyentes en la educación legal que haya vivido. Es uno de los tres hombres llamados “el Padre del derecho internacional”. Gentili fue el primer escritor en derecho internacional público y la primera persona en dividir el secularismo del derecho canónico y la teología católica. En 1587, se convirtió en el primer profesor Regius no inglés.
Escribió varios libros que se reconocen entre los más importantes para las doctrinas jurídicas internacionales, pero que también incluyen temas teológicos y literarios. Los juristas dicen que Gentili fue la primera persona que intentó proporcionar al mundo un sistema regular de la jurisprudencia natural, y su tratado, Sobre leyes de la guerra y de la paz, con todas sus tesis, es considerada actualmente como la obra más completa sobre el tema.
En 1584, Gentili y Jean Hotman, marqués de Villers-Saint-Paul, fueron solicitados por el gobierno para que asesoraran sobre el trato al embajador español Bernardino de Mendoza, implicado en la llamada trama de Throckmorton contra la reina Elizabeth I. Como resultado, Mendoza fue expulsado de Inglaterra.

## Primeros años y familia
Alberico Gentili nació en una familia noble en la ciudad de San Ginesio, Macerata, Italia. Se ha conjeturado que la madre de Gentili pudo haber sido la fuente de su amor temprano por la jurisprudencia, pero fue su padre, Matteo Gentili, un médico renombrado, el que asumió el papel de su profesor en los idiomas latín y griego. Obtuvo un doctorado en derecho en la Universidad de Perugia a la edad de 20 años.

## Carrera
Después de su graduación, fue elegido como el juez principal de Ascoli, pero luego se estableció en su ciudad natal, donde ocupó varios cargos de responsabilidad. Tanto el padre como el hijo pertenecían a una confraternidad sospechosa de reunirse para la discusión de opiniones hostiles a la Iglesia católica. La Inquisición perseguía a los herejes, y Gentili junto con su padre y uno de sus hermanos, Scipione Gentili, se vieron obligados a abandonar Italia debido a sus creencias protestantes. Los tres primeros fueron a Ljubljana (en alemán: Laibach), Eslovenia, la capital del ducado de Carniola. Desde allí, Alberico se dirigió a las ciudades universitarias alemanas de Tübingen y Heidelberg. En su primer lugar de descanso, Liubliana, Matteo, sin duda por la influencia de su cuñado, Nicolo Petrelli, un jurista muy a favor de la corte, fue nombrado jefe médico del ducado de Carniola. Mientras tanto, las autoridades papales habían excomulgado a los fugitivos, y pronto obtuvieron su expulsión del territorio austriaco. A principios de 1580 Alberico partió hacia Inglaterra, precedido por una reputación que le proporcionó ofertas de cátedras en Heidelberg y en Tubinga, donde Scipio se quedó para comenzar sus estudios universitarios. Alberico llegó a Londres en agosto, con las presentaciones de Giovanni Battista Castiglione, tutor italiano de la reina Elizabeth I. Gentili familiarizó pronto con el doctor Tobias Matthew, arzobispo de York. El 14 de enero de 1581, Gentili se incorporó en consecuencia a Perugia como D.C.L. dando a Gentili el derecho de enseñar leyes, ejerciendo por primera vez en el Saint John's College de Oxford. Posteriormente, Gentili fue designado como el prefesor Regius de derecho civil en la Universidad de Oxford por el canciller de la universidad, Robert Dudley, primer conde de Leicester. Fue encargado de preparar una versión revisada de las leyes estatutarias de su ciudad natal, una tarea que terminó en 1577. Después de una estancia corta en Wittenberg, Alemania, volvió a Oxford. Gentili mantuvo la cátedra Regius hasta su muerte, pero se volvió cada vez más a trabajos prácticos en Londres desde alrededor de 1590. Practicó en el Tribunal Superior del Almirantazgo, donde se aplica la ley civil continental en lugar de la ley común inglesa. En 1600 Gentili fue llamado a la Honorable Sociedad de Gray's Inn. Murió en Londres y fue enterrado en la iglesia de Saint Helen Bishopsgate en la ciudad de Londres. Su hijo era Robert Gentili, que se graduó de la Universidad de Oxford a la edad de 12 años y fue nombrado miembro de All Souls College Oxford a la edad de 17 años a través de la influencia de su padre.

## Obras

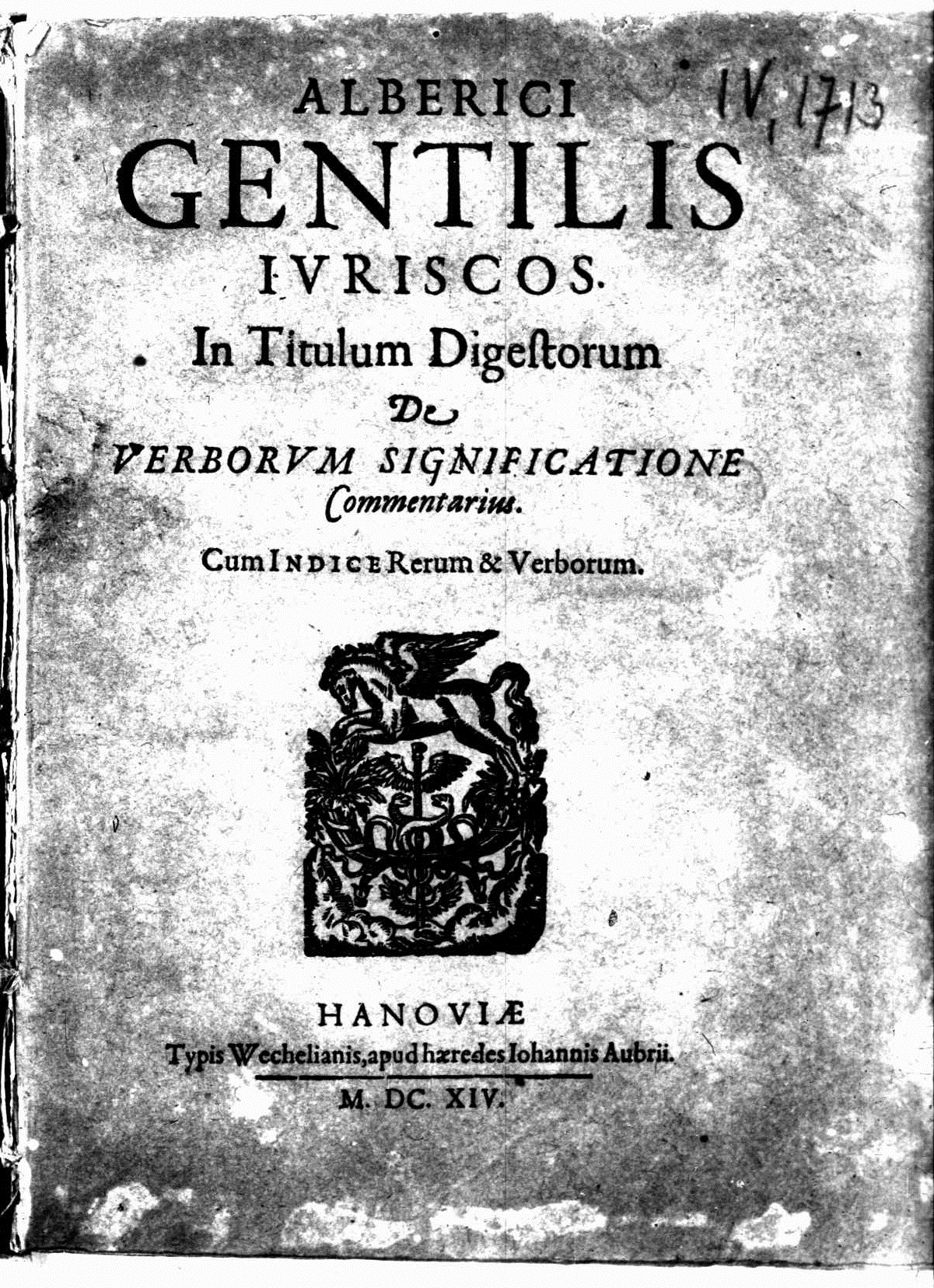
In titulum Digestorum De verborum significatione commentarius, 1614

El primer libro de Gentili sobre cuestiones de derecho internacional fue De Legationibus Libri Tres, publicado en 1585. En 1582, publicó De Juris Interpretibus Dialogi Sex. Este libro muestra a Gentili como un firme partidario del método bartolista y un oponente de los juristas humanistas franceses como Jacques Cujas, que aplicó métodos filológicos a las fuentes del derecho romano. En 1589 Gentli publicó por primera vez De Jure Belli Commentationses Tres. Una edición mejorada apareció bajo el título De Jure Belli Libri Tres. Este es considerado su trabajo principal y un clásico del derecho internacional público. El libro no sólo es elogiado por su modernidad y su hábil uso de los conceptos de derecho civil, sino también por su cercanía a la práctica real del derecho internacional. Después de su muerte, el hermano de Alberico Gentili, Scipione, que había llegado a ser profesor de derecho en Altdorf, publicó una colección de notas sobre los casos que Alberico había trabajado como abogado de la embajada española. El libro lleva el título Hispanicae Advocationis Libri Duo y apareció en 1613. Todos los libros antes mencionados están disponibles en ediciones modernas o reimpresiones:
- De Iuris Interpretibus Dialogi Sex. Editado por Guido Astuti. Turín (1937).
- De Legationibus Libri Tres. Con la introducción de Ernest Nys. Nueva York (1924).
- De Iure Belli Libri Tres. Dos volúmenes. Texto y traducción de John Rolfe. Oxford (1933).
- Hispanicae Advocationis Libri Duo. Texto y traducción de Frank Frost Abbott. Nueva York (1921).
- Ad titulum Codicis ad legem juliam de adulteriis Commentarius. Bolonia (2002).

Otras:
- In titulum Digestorum De verborum significatione commentarius (en latín). Hanau: Andreas Wechel, Erben & Johann Aubry, Erben. 1614.

## Fama póstuma
La fama de Gentili como abogado internacional pronto fue eclipsada por la publicación de la obra seminal de Hugo Grocio, De Jure Belli ac Pacis en 1625, a pesar de que Grocio debía mucho a los escritos de Gentili.
Fue sólo en el siglo XIX que el interés por la literatura y las leyes continentales revivió en Gentili. Esto se debe en gran parte a que Sir Thomas Erskine Holland (1835-1926) en 1874 le dedicó su conferencia inaugural como profesor de derecho internacional y diplomacia en Oxford. Desde entonces, se han escrito numerosos libros y artículos sobre Gentili y su obra. En su ciudad natal se construyó un monumento en su honor.